# Eugène Brieux
Eugène Brieux (París, el 19 de gener de 1858 - Niça, el 6 de desembre de 1932) va ser un autor dramàtic, periodista i viatger francès. Va ser elegit membre de l'Acadèmia Francesa (seient núm. 22), el 18 de març de 1909

## Obra dramàtica
- Bernard Palissy, (1879)
- Ménages d'artistes (1890)
- La Fille de Duramé (1890)
- Monsieur de Réboval (1892)
- L'Engrenage (1894)
- La Rose bleue (1895)
- Les Bienfaiteurs (1896)
- L'Évasion (1896)
- Blanchette (1897)
- Les Trois Filles de Monsieur Dupont (1897)
- Résultats des courses (1898)
- Le Berceau (1898)
- La Robe rouge (1900)
- Les Remplaçantes (1901)
- La Petite Amie (1902)
- Simone (1903)
- La Couvée (1903)
- Maternité (1903)
- La Déserteuse (1904)
- Les Avariés (1905)
- L'Armature (1905)
- Les Hannetons (1906)
- La Française (1907)
- Suzette (1909)
- La Foi, amb música de Camille Saint-Saëns, estrenada al Londres (1909).
- La Femme seule (1912)
- Le Bourgeois aux champs (1914)
- Les Américains chez nous (1920)
- Trois Bons Amis (1921)
- L'Avocat (1921)
- L'Enfant (Pierrette et Galaor) (1923)
- La Famille Layolette (1926)

## Traduccions al català
- Els tarats. Drama en tres actes. Publicat el 1905.
- Les dides. Comèdia en tres actes. Versió de Domènec Corominas i Prats i N. Aynaud. Publicada el 1909.
- La mestra. Comèdia en tres actes. Arranjament de Joan B. Enseñat. Publicada el 1906